# 韋恩·威廉斯
韋恩·威廉斯（英語：Wayne Williams，1958年5月27日—）是一名美國殺人犯，1981年曾在喬治亞州亞特蘭大殺害兩名成年男子，被判無期徒刑。警察認為他是1979 － 1981年間30起亞特蘭大兒童謀殺案的嫌犯。他從未因謀殺兒童而受到審判，並主張自己清白。